# Fernando Carrillo (actor)
Fernando Carrillo Roselli (Caracas, 6 de enero de 1966) es un actor de televisión, cantante y modelo venezolano, participante en numerosas telenovelas.

## Vida personal
Estuvo casado con la también actriz Catherine Fulop de 1990 a 1994, a la cual conoció en el rodaje de la telenovela Abigaíl en 1988.

## Trayectoria
Fernando Carrillo inicia su carrera artística en 1986 participando en la telenovela La dama de rosa, dos años después obtiene su primer papel protagónico en la telenovela Abigaíl, al lado de Catherine Fulop quien se convertiría en su esposa en la vida real. En 1997 se traslada a México para protagonizar María Isabel al lado de Adela Noriega. Televisa lo invita a protagonizar dos telenovelas más, Rosalinda  y Siempre te amaré.

## Filmografía

### Televisión
- Sin miedo a la verdad (2018) .... Miguel[1]
- Divina, está en tu corazón (2017).... Luis Correa
- Soy tu fan (México) (2010).... Willy
- Ponderosa (2001-2002).... Carlos Rivera de Vega
- Siempre te amaré (2000) .... Mauricio Castellanos
- Rosalinda (1999).... Fernando José Altamirano del Castillo
- María Isabel (1997-1998) .... Ricardo Mendiola
- Cara bonita (1994) .... Iván
- All in the Game (1993) .... Jesús Vila
- La mujer prohibida (1991) .... Carlos Luis Gallardo
- Pasionaria (1990) .... Jesús Alberto Tovar Urdaneta
- Abigaíl (1988) .... Carlos Alfredo Ruíz Apunte
- Primavera (1988)
- La muchacha del circo (1988) .... Héctor / Alejandro
- Mansión de Luxe (1986)  .... Álvaro
- La dama de rosa (1986).... José Luis Ustáriz

### Reality Shows
- El Hotel de los Famosos: Segunda temporada (2023)
- ¿Quién es la máscara? (2022) ... 6.º desenmascarado[2]
- Bailando 2016 (2016) .. 6.º Eliminado
- Pareja perfecta (2012) ... 1.º Eliminado

### Cine
- Cero y van 4 (2004)
- 2+2=5=1 (2004)
- Las llaves de la independencia (2005)
- Pit Fighter (2005)
- Caracazo (2005)
- Sexo, amor y otras perversiones (2006)
- Spin (2007)
- Love Equation (2008)
- Secretos de familia (2009)
- Gone Hollywood (2011)
- Lotoman 2.0 (2012)
- Lotoman 003 (2014)

### Teatro
- Latinologues (2003)
- Hasta que la boda nos separe (2009)
- Cena de matrimonios (2010)

## Discografía
- Desde aquí (1990)
- Algún día (1998)
- Fernando in Manila (2000)

## Banda sonora
- 2000: Siempre te amaré Perdóname (Tema de salida) Compuesto e interpretado por Fernando Carrillo.
- 1999: Rosalinda Rosalinda (Piano)  Compuesto e interpretado por Fernando Carrillo.
- 2005: El Caracazo Algún Día compuesto e interpretado por Fernando Carrillo.